# Мейер, Николас
Николас Мейер (англ. Nicholas Meyer, 24 декабря 1945, Нью-Йорк, штат Нью-Йорк, США) — американский кинорежиссёр, сценарист, продюсер и писатель, известный как автор современных романов о Шерлоке Холмсе: «The Seven-Per-Cent Solution» (1974), The West End Horror (1976) и The Canary Trainer (1993), а также как режиссёр двух и сценарист трёх фильмов из серии «Звёздный путь».

## Карьера
Карьеру в кино начал в 1973 году как сценарист к фильму «Вторжение девушек-пчёл». Известность пришла после публикации романа «The Seven-Per-Cent Solution» (1974), известного в России под названием «Вам вреден кокаин, мистер Холмс» (или «Семипроцентный раствор»). В 1976 году по роману был снят фильм «Критическое решение», за который Мейер был номинирован на «Оскар» в категории: «Лучший адаптированный сценарий».
Режиссёрским дебютом для Мейера стал фантастический фильм «Путешествие в машине времени» (1979), за который он был награждён кинопремией «Сатурн» за лучший сценарий (и номинирован за лучшую режиссуру), а также получил Гран-при на фестивале фантастических фильмов в Авориазе. Следующей режиссёрской работой стал фильм Звёздный путь 2: Гнев Хана (1982), который принёс Мейеру вторую премию «Сатурн» (на этот раз за режиссуру). За следующие фильмы из серии «Звёздный путь»: «Путешествие домой» (1986) и «Неоткрытая страна» (1991) также номинировался на премию «Сатурн» как лучший сценарист. В 1983 году был режиссёром телевизионного фильма о ядерной войне «На следующий день» (номинация на премию «Эмми»). Последний раз садился в режиссёрское кресло в 1999 году, на съёмках телефильма «Вендетта». В последние годы работает как продюсер и сценарист.
В настоящее время проживает в Лос-Анджелесе со своей женой Стефани и тремя дочерьми.

## Фильмография
| Год  | Фильм                                | Оригинальное название                    | Работа                             |
| ---- | ------------------------------------ | ---------------------------------------- | ---------------------------------- |
| 1973 | • Вторжение девушек-пчёл             | Invasion of the Bee Girls                | сценарист                          |
| 1974 |                                      | Judge Dee and the Monastery Murders (TV) | сценарист                          |
| 1975 |                                      | The Night That Panicked America (TV)     | сценарист                          |
| 1976 | • Критическое решение                | The Seven-Per-Cent Solution              | сценарист (роман)                  |
| 1979 | • Путешествие в машине времени       | Time After Time                          | режиссёр, сценарист                |
| 1982 | • Звёздный путь 2: Гнев Хана         | Star Trek: The Wrath of Khan             | режиссёр, сценарист                |
| 1983 | • На следующий день (ТВ)             | The Day After                            | режиссёр                           |
| 1985 | • Театр волшебных историй (сериал)   | Faerie Tale Theatre                      | режиссёр, сценарист                |
| 1985 | • Волонтёры                          | Volunteers                               | режиссёр                           |
| 1986 | • Звёздный путь 4: Путешествие домой | Star Trek IV: The Voyage Home            | сценарист                          |
| 1987 | • Роковое влечение                   | Fatal Attraction                         | сценарист                          |
| 1988 | • Душители                           | The Deceivers                            | режиссёр                           |
| 1991 | • Дело фирмы                         | Company Business                         | режиссёр, сценарист                |
| 1991 | • Звёздный путь 6: Неоткрытая страна | Star Trek VI: The Undiscovered Country   | режиссёр, сценарист                |
| 1993 | • Соммерсби                          | Sommersby                                | сценарист                          |
| 1995 | • Голоса из запертой комнаты         | Voices                                   | сценарист                          |
| 1997 | • Одиссея (ТВ)                       | The Odyssey                              | исполнительный продюсер            |
| 1997 | • Информатор                         | The Informant                            | сценарист, исполнительный продюсер |
| 1998 | • Принц Египта (мультфильм)          | The Prince of Egypt                      | сценарист                          |
| 1999 | • Вендетта (ТВ)                      | Vendetta                                 | режиссёр                           |
| 2001 | • Возмещение ущерба                  | Collateral Damage                        | исполнительный продюсер            |
| 2002 |                                      | Fall from the Sky (TV)                   | сценарист                          |
| 2003 | • Запятнанная репутация              | The Human Stain                          | сценарист                          |
| 2006 | • Орфей (ТВ)                         | Orpheus                                  | сценарист, исполнительный продюсер |
| 2008 | • Элегия                             | Elegy                                    | сценарист                          |
| 2009 | • Дело Хессена                       | The Hessen Affair                        | сценарист                          |
| 2014 | • Гудини (мини-сериал)               | Houdini                                  | сценарист                          |

## Награды и номинации
| Категория                                                                      | Год     | Фильм                                      | Итог      |
| «Оскар»                                                                        | «Оскар» | «Оскар»                                    | «Оскар»   |
| ------------------------------------------------------------------------------ | ------- | ------------------------------------------ | --------- |
| Лучший адаптированный сценарий                                                 | 1977    | • Критическое решение                      | Номинация |
| «Сатурн»                                                                       |         |                                            |           |
| Лучший сценарий                                                                | 1980    | • Путешествие в машине времени             | Награда   |
| Лучший режиссёр                                                                | 1980    | • Путешествие в машине времени             | Номинация |
| Лучший режиссёр                                                                | 1983    | • Звёздный путь 2: Гнев Хана               | Награда   |
| Награда имени Джорджа Пала                                                     | 1984    |                                            | Награда   |
| Лучший сценарий                                                                | 1987    | • Звёздный путь 4: Путешествие домой       | Номинация |
| Лучший сценарий                                                                | 1993    | • Звёздный путь 6: Неоткрытая страна       | Номинация |
| «Эмми»                                                                         |         |                                            |           |
| Outstanding Writing in a Special Program — Drama or Comedy — Original Teleplay | 1976    | • The Night That Panicked America (TV)     | Номинация |
| Outstanding Directing in a Limited Series or a Special                         | 1984    | • На следующий день (ТВ)                   | Номинация |
| Outstanding Miniseries                                                         | 1997    | • Одиссея (ТВ)                             | Номинация |
| Премия Эдгара Аллана По                                                        |         |                                            |           |
| Best Television Feature or Miniseries                                          | 1975    | • Judge Dee and the Monastery Murders (TV) | Номинация |
| Лучший кинофильм                                                               | 1980    | • Путешествие в машине времени             | Номинация |
| Премия Гильдии сценаристов США                                                 |         |                                            |           |
| Best Drama Adapted from Another Medium                                         | 1977    | • Критическое решение                      | Номинация |
| Международный фестиваль фантастических фильмов в Авориазе                      |         |                                            |           |
| Гран-при                                                                       | 1980    | • Путешествие в машине времени             | Награда   |
| Antennae II Award                                                              | 1980    | • Путешествие в машине времени             | Награда   |
| Western Writers of America (Spur Award)                                        |         |                                            |           |
| Best Motion Picture Script                                                     | 1994    | • Соммерсби                                | Награда   |
| PEN Center USA West Literary Awards                                            |         |                                            |           |
| Teleplay                                                                       | 1999    | • Информатор                               | Награда   |
| «Спутник»                                                                      |         |                                            |           |
| Лучший адаптированный сценарий                                                 | 2008    | • Элегия                                   | Номинация |
| Кинофестиваль в Сиджесе                                                        |         |                                            |           |
| Time-Machine Honorary Award                                                    | 2008    |                                            | Награда   |